# Villa 21-24

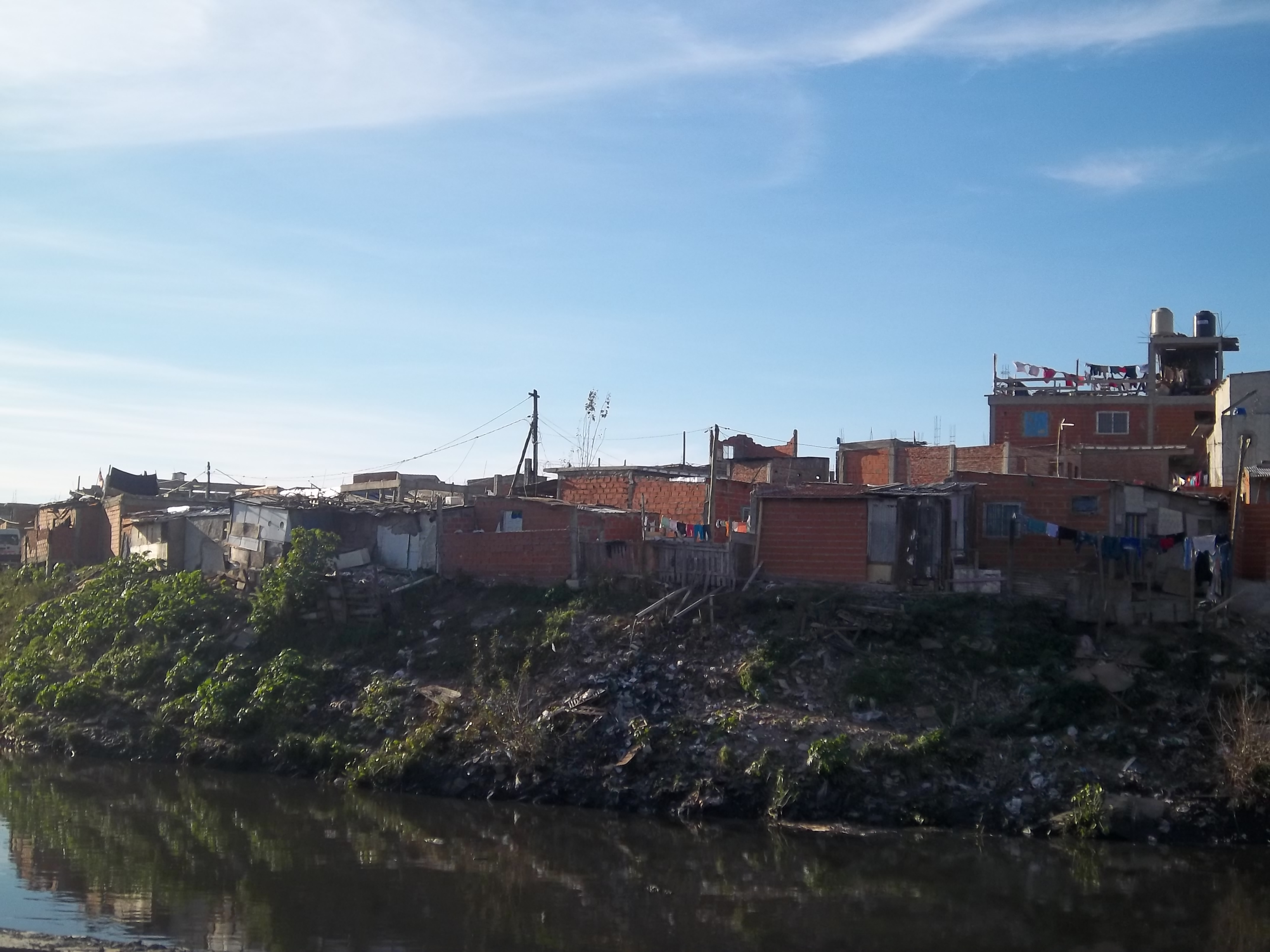
Vista de la villa desde Piñeyro.

La Villa 21-24-NHT Zavaleta es una villa ubicada en la Comuna 4 de la Ciudad de Buenos Aires. Está dentro de los barrios de Barracas y Nueva Pompeya. Surgida como un pequeño asentamiento a fines del siglo XIX y principios del XX, en la denominada «Quema». Llamada «Barrio de las Latas», «Barrio de Las Ranas» o «Villa de los Paraguayos» durante los años 80 del siglo pasado. Es la villa más grande y con más población de la capital argentina, superando a la Villa 31. Su población ronda los 100 000 habitantes, muy distante de los datos oficiales, que no contabiliza en los distintos censos a las personas que viven en inquilinatos, que representan cerca del 30 % de la población.
En ella está ubicada Casa Cambalache, primer centro cultural de la Villa 21-24. Funciona desde 1988 y sus integrantes son vecinos comprometidos con las distintas problemáticas del barrio. También se encuentra la sede de la Casa Central de la Cultura Popular, dependiente de la Secretaría de Cultura de la Nación, bajo la órbita del Ministerio de Capital Humano.

## Límites
Delimitada entre la calle Magaldi, calle Alvarado y las vías del ferrocarril (en forma de triángulo), calle Luna, Riachuelo, calle Iguazú, calle Santos, calle Zavaleta, calle Iriarte, Ferrocarril General Belgrano y borde del Riachuelo.

## Geografía
Se compone de tres núcleos principales: Villa 21 (el más extenso), la Villa 24 (compuesta de tres manzanas aledañas al Riachuelo) y Zavaleta (la más antigua); además de otras fracciones denominadas Loma Alegre, Robustiana, Agustín Magaldi y Barrio el Ceibo, más conocido como «Barrio Nuevo».

## Historia
A partir de los años 1940, la población de la Villa 21-24 se fue incrementando hasta la década de 1970. Las primeras familias se ubicaban en las cercanías del ferrocarril y de los cordones industriales, como en los lugares menos favorecidos.
El gobierno de facto del año 1966 promulgó el Plan de Erradicación de Villas de Emergencia. En el marco de dicho plan fue construido el NHT Zavaleta, considerado como un «barrio de tránsito» (NHT es la sigla de Núcleo Habitacional Transitorio) hasta la entrega de viviendas definitivas para los vecinos de la villa. Sobre esta unidad no se avanzó con la construcción de unidades habitacionales, por lo que la transitoriedad de este núcleo habitacional fue adquiriendo carácter de permanencia. La población de la Villa 21-24 continuó creciendo hasta la década de 1970, específicamente hasta la instauración del Proceso de Reorganización Nacional, donde se efectuaron desalojos violentos en las villas. Las políticas de erradicación durante la última dictadura militar dejaron apenas una centena de familias que resistieron a los desalojos. Luego de esta fecha comenzó un repoblamiento ininterrumpido que continúa hasta la fecha, que significado un crecimiento demográfico en forma muy acelerada. Durante esta repoblación se la villa recibió tanto migrantes internos como también de países limítrofes.
A partir de 2015 se comenzaron las obras de Castañares y General Paz, en el complejo recién construido denominado Padre Mugica, donde se están construyendo viviendas que alojarán a familias de la villa 21-24. El complejo Padre Mugica cuenta con 12 módulos o plateas, de tres edificios cada una.

## Instituciones
Casa Cambalache es el primer centro cultural de la Villa 21-24. Todos sus integrantes son vecinos comprometidos con las distintas problemáticas del barrio. Desde 1988 los vecinos tuvieron un lugar donde aprender actividades culturales y artísticas como guitarra, radio, circo, recreación, cine, artes plásticas, yoga, murga, etc. Los apoyos primarios y secundarios siempre fueron su eje principal ya que es la base para todo desarrollo del sujeto. Muchos artistas del barrio comenzaron sus primeros pasos en algunas disciplinas, principalmente la música, en Casa Cambalache. Hoy varios son profesionales de la música y trabajan en distintos espacios culturales de la ciudad, el barrio, escuelas y la Casa de la Cultura. Desde 2016, desarrolló un espacio de Hip-Hop, expresión principal de los jóvenes, hasta 2023. Desde el año 2001 desarrolla un comedor nocturno donde asisten más de 400 niños y adultos. En esta área también se desarrollan actividades de salud (articulados con profesionales de los centros de salud de Villa 21-24) y alimentación saludable y responsable. Casa Cambalache trabaja otras problemáticas como la reurbanización del barrio, violencia de género y femicidios, represión policial y gatillo fácil principalmente hacia jóvenes, riesgo eléctrico, articulación con los comedores del barrio, y las articulaciones entre las distintas villas de la Ciudad Autónoma de Buenos Aires.
La Casa de la Cultura de la Villa 21-24 es la sede central del programa de cultura popular en villas, dependiente del Ministerio de Cultura de la Nación con la creación del primer Programa Nacional de Fortalecimiento de la Cultura Popular, cuya sede será la Casa de la Cultura Villa 21 Barracas, que pasará a denominarse Casa Central de la Cultura Popular, de la cual dependerán las subsedes que se crearán en distintos barrios y villas de la Ciudad de Buenos Aires, del conurbano bonaerense y del resto del país.
El Centro de Formación Profesional n.º 9 Polo Educativo Barracas Es la escuela de oficios de la Villa 21 con más de 1500 alumnos egresados por año. Está ubicado sobre la calle Río Cuarto casi esquina Labarden.
El Polo Educativo Barracas está compuesto además por una Escuela Secundaria; la EMEM n.º 6; una Escuela Primaria; La Escuela Inicial n.º 12 y un Jardín de Infantes; la Escuela Infantil n.º 12.

## Parroquias y Capillas

Parroquia Nuestra Señora de Caacupé (Villa 21-24) - Barrio de Barracas.

Capilla San Blas (Villa 21-24) Zavaleta - Barrio de Barracas.

Capilla Santa María Lavardén (Villa 21-24) - Barrio de Barracas.

Capilla de la Plaza Copacabana (Villa 21-24) - Barrio de Barracas.

Capilla Nuestro Señor del Mailín (Villa 21-24) - Barrio de Barracas.

Capilla San Antonio (Villa 21) - Barrio de Barracas.

Capilla San Expedito (Sector Pavimento Alegre) (Villa 21) - Barrio de Barracas.

Capilla Nuestra Señora de la Medalla Milagrosa 1 (Sector Barrio San Blas) (Villa 21-24) - Barrio de Barracas.

- Parroquia Nuestra Señora de Caacupé: Dirección:  Osvaldo Cruz 3470. La actividad pastoral de esta parroquia se da desde el inicio del mismo barrio, a mediados de los años cincuenta. Era al principio un oratorio público sito en la Villa Sagrado Corazón. Por decreto del 3 de agosto del año 1987, el cardenal Juan Carlos Aramburu la elevó a la categoría de parroquia, dependiente de la jurisdicción de la vicaría episcopal de la zona Centro y formando parte del decanato Número 1 «Boca-Barracas». Comenzó a funcionar el 23 de agosto de 1987. Como primer párroco fue nombrado Osear Ismael Yebara.  Desde hace aproximadamente 30 años posee una intensa actividad comunitaria. El trabajo social que realiza es muy importante y va desde la organización barrial, actividades asistenciales y promocionales que se desarrollan en los diferentes espacios que dependen de la Parroquia.  Desde allí se llevaron a cabo obras tales como la red de agua potable o el zanjeo de desagüe del barrio, lideradas por el Padre Daniel de la Sierra. Actualmente, el trabajo es intenso y abarca diferentes temáticas. Ésta parroquia inicialmente llevaba el nombre de «Virgen de los Milagros de Caacupé», pero en el año 2009, el arzobispo de Buenos Aires, cardenal Jorge Mario Bergoglio, dispuso imponer el actual nombre de «Parroquia Nuestra Señora de Caacupé». La mayoría de sus fieles son familias procedentes de Paraguay.

- Capilla San Blas: Dirección: Zavaleta y Pedro de Luján. En ésta pequeña capilla del barrio se llevan a cabo diversas actividades como por ejemplo la posibilidad  que tienen los inmigrantes paraguayos que viven en la villa de poder gestionar los documentos como Certificados de Antecedentes Penales y el Certificado de Nacionalidad. Esta capilla fue fundada en el mes de julio del año 2003. El santo es considerado por los católicos paraguayos como el patrono de su país. Hoy en día, en la Capilla «San Blas» uno de los objetivos principales identificado por los líderes es el trabajo con niños y adolescentes. Fundamentalmente, se intenta prevenir las adicciones, así como trabajar con adolescentes en recuperación. En el año 2007, Pablo, uno de los referentes paraguayos del barrio, fue elegido por voto popular como miembro de la junta vecinal de la villa. Oriundo de la localidad paraguaya de Minga Porá, Pablo fue uno de los vecinos que participó activamente de la construcción de la Capilla «San Blas». Su experiencia política se remonta al Paraguay y a los largos años de la dictadura de Stroessner. Pablo es, desde hace tiempo, uno de los principales sostenedores de la organización. Es también miembro activo de ATPRA desde su fundación, aunque puede decirse que ha priorizado su trabajo en la capilla «San Blas». Si bien esta capilla, como organización, pretende transformar positivamente la realidad de los vecinos del barrio, enmarca sus acciones bajo la forma de la «acción católica». Esto lejos está de significar falta de conciencia política. Por el contrario, la organización en torno a lo religioso ha demostrado ser, en el contexto del barrio, una de las formas más (sino la más) efectiva.

- Capilla Santa María Lavardén: Dirección: Manzana 18, Casa 107. Esta capilla pertenece a la «Parroquia Nuestra Señora de Caacupé» que se encuentra dentro del mismo barrio. En esta capilla se realiza apoyo escolar con el objetivo de acompañar a los chicos del barrio y sus familiares dentro del ámbito no formal, brindándoles diferentes recursos para que puedan ser constructores de su propio futuro, no solamente ayudando a los niños en sus deberes escolares sino también promocionando una educación integral. También se desarrollan diversas actividades recreativas como arte, deporte, narración, obras de teatro, proyecciones de películas y excursiones, meriendas y festejos de cumpleaños que se realizan todos los últimos sábados de cada mes. Además los que llevan adelante la capilla participan de festividades barriales donde aprenden sobre la identidad, cultura y valores de los vecinos del barrio. La capilla fue creada en el año 2012.

- Capilla de la Plaza Copacabana: Ésta pequeña capilla se encuentra ubicada en la Plaza Copacabana del barrio que fue reinaugurada en febrero del año 2016. Es importante destacar que la ejecución de la obra de este proyecto fue acompañada de procesos participativos, en el marco del programa Ciudadanía y Convivencia de la Subsecretaría de Hábitat e Inclusión, a través del cual los vecinos del barrio dieron su opinión sobre el proyecto.

- Capilla San Juan: Dirección: Manzana 2, Casa 113, Sector Tierra Amarilla. Esta capilla fue inaugurada en una de las fiestas de San Juan, en conmemoración a Juan el Bautista. Se encuentra ubicada en el sector de la villa que es conocido con el nombre de «Tierra Amarilla».

- Capilla Desatanudos: Dirección: Villa Zavaleta. En esta capilla se brindan misas, catequesis y distintas actividades de recreaciones para todos los vecinos del barrio.

- Capilla Nuestro Señor del Mailín: Dirección:  Orma 3206 (Orma y Luna). Esta capilla se encuentra ubicada en la zona de la Villa 21-24 que se conoce con el nombre de «Barrio 3 Rosas». En esta capilla es común la celebración de la Fiesta del Señor del Mailín en donde se llevan a cabo diferentes actividades como clases y competencias de ajedrez, música en vivo, distintas propuestas para los más chicos, locro, chocolateada, además de la realización de la misa. El festejo de esta fiesta en la capilla siempre busca promover un ámbito propicio para la integración e inclusión.

- Capilla Virgen del Carmen: Dirección: Manzana 12, Casa 110.

- Capilla San Antonio: En esta capilla se brindan diversas actividades para los vecinos y principalmente apoyo escolar para los chicos. Docentes y exalumnos del colegio «San José» en Capital Federal, han decidido misionar voluntariamente en esta capilla desarrollando acciones para ayudar al barrio.

- Capilla Virgen de Itatí: Dirección: Manzana 5, Casa 1. En esta capilla funciona también un comedor. Se encuentra ubicada en el sector de la Villa 21 que se conoce con el nombre de Loma Alegre en el barrio de Nueva Pompeya.

- Capilla San Expedito: Dirección: Manzana 5, Casa 25, Sector Pavimento Alegre.

- Capilla Jesús Vive: Dirección: Esta capilla se encuentra ubicada en Zavaleta y Santo Domingo (sobre la calle Zavaleta). En ésta humilde capilla también funciona un comedor comunitario. En esta capilla se desarrollan también diversas actividades para los vecinos del barrio.

- Capilla Nuestra Señora de la Medalla Milagrosa 1: Dirección: Iguazú y Riachuelo, Sector Barrio San Blas. En esta capilla se realizan diversas actividades como ser: apoyo escolar, catequesis, escuela de fútbol y el taller de arte que se lleva a cabo a través de una articulación con la ONG Arte para Todos. Gran parte de éstas actividades la llevan a cabo jóvenes voluntarios que participan de Caacupé ONG (que fue creada en el mes de junio del año 2008), promoviendo la participación de jóvenes en actividades de voluntariado en la villa 21-24 de Barracas y principalmente en esta capilla que se encuentra en un sector de la villa, pegada al Riachuelo, en una parte del Camino de Sirga, una zona que esta creciendo y que tiene muchísimas necesidades. Este equipo de jóvenes son los que también se encargan del mantenimiento de la capilla, refaccionándola y pintándola de colores con dibujos característicos del lugar. El objetivo es mejorar la calidad de vida de los habitantes de ese sector con soluciones efectivas. La ONG realiza esta actividad también en otras instituciones representativas en diferentes lugares de la Villa 21-24.

## Infraestructura y sanidad
En los últimos años se ha producido denuncias de los vecinos ya que las ambulancias del SAME, dependientes del gobierno de la Ciudad de Buenos Aires se niegan a ingresar a la villa. Por estos casos la Defensoría General, relevó que  las ambulancias del gobierno porteño se negaron a ingresar a los barrios de emergencia. En seis oportunidades los vecinos terminaron perdiendo la vida. El entonces jefe de gobierno porteño, Mauricio Macri, fue denunciado penalmente por la Defensoría General de la Ciudad, que lo hizo responsable del delito de abandono de persona seguido de lesiones y de muerte como resultado de la negativa expresa a ingresar por parte de las ambulancias del Servicio de Atención Médica de Emergencia (SAME), a cargo del doctor Alberto Crescenti.

## Actualidad
Como principal grupo poblacional de villa miseria en la Ciudad de Buenos Aires es habitualmente nombrada en medios de comunicación debido a su alto índice de drogadicción y de alta peligrosidad.
Debido a la delincuencia se nombra en diferentes programas periodísticos siendo la nota periodística de América TV, «Zavaleta: el documental» la más controvertida. Se indica que los vecinos de la Zavaleta realizaron una movilización y repudio en el canal ya que es considerada desmedida y alarmante dicha filmación.[cita requerida]
Este barrio cobró notoriedad debido a la amenaza de muerte realizada a José María Di Paola, conocido como «Padre Pepe», párroco de la Villa 21-24 y del barrio Zavaleta, luego de que El Equipo de Sacerdotes para las Villas reclamara la intervención del Estado para salvar de la droga a los chicos de las villas. El religioso debió mudarse al asentamiento conocido como Villa La Cárcova, en José León Suárez, al norte del Gran Buenos Aires.[cita requerida]
Casa Cambalache es el primer centro cultural de la Villa 21-24. Todos sus integrantes son vecinos comprometidos con las distintas problemáticas del barrio. Desde 1988 los vecinos tuvieron un lugar donde aprender actividades culturales y artísticas como guitarra, radio, circo, recreación, cine, artes plásticas, yoga, murga, etc. Los apoyos primarios y secundarios siempre fueron su eje principal ya que es la base para todo desarrollo del sujeto. Muchos artistas del barrio comenzaron sus primeros pasos en algunas disciplinas, principalmente la música, en Casa Cambalache. Hoy varios son profesores de música en Casa Cambalache como en otros espacios culturales del barrio, escuelas y la Casa de la Cultura. Actualmente desarrolla un espacio de Hip-Hop, expresión principal de la palabra de los jóvenes. Desde el año 2001 desarrolla un comedor nocturno donde asisten más de 400 niños y adultos. En esta área también se desarrollan actividades de salud (articulados con profesionales de los centros de salud de Villa 21-24) y alimentación saludable y responsable. Casa Cambalache trabaja otras problemáticas como la reurbanización del barrio, violencia de género y femicidios, represión policial y gatillo fácil principalmente hacia jóvenes, riesgo eléctrico, articulación con los comedores del barrio, y las articulaciones entre las distintas villas de la Ciudad Autónoma de Buenos Aires.
Asimismo, es reconocida la publicación de La Garganta Poderosa, una revista mensual argentina de cultura villera, con contenido producido por vecinos de diferentes villas, de la que participan vecinos de la Villa 21-24 y del barrio Zavaleta. A través de esta publicación se hizo público el asesinato de Kevin Molina,  un niño de nueve años que murió cuando fue alcanzado por las balas de un tiroteo en los alrededores de la casilla donde vivía. Esta publicación también sirvió para publicitar el tiroteo que afectó a un niño de dos años, Brian, y un vecino adulto.
En 2014 el organismo nacional ACUMAR comenzó un proceso de relocalización de las familias como parte del plan de obras para el saneamiento de la cuenca Matanza-Riachuelo.

## Habitantes famosos
- Bárbara Franco, modelo y novia de Fernando Burlando.
- Eduardo Tuzzio, jugador de fútbol en Club Atlético San Lorenzo de Almagro, River Plate e Independiente
- Antonio Barijho, jugador de fútbol en Club Atlético Huracán y Boca Juniors.
- Eduardo Anguita, periodista.